# Thulinia
Thulinia es un género monotípico de orquídeas de la subfamilia Orchidoideae. Su única especie, Thulinia albolutea P.J.Cribb, es  nativa de Tanzania.

## Descripción
Es una orquídea de pequeño tamaño  que prefiere el clima fresco. Tiene hábitos terrestres con un tubérculo basal que da lugar a un delgado tallo que lleva  7 hojas, suberectas a arqueadas, angostamente lanceoladas, acuminadas y juntas basalmente. Florece en invierno en una inflorescencia erecta de  9 cm de largo.

## Distribución
Se encuentra en Tanzania, en las Montañas Nguru en alturas de 1900 a 2100 metros en los pastizales de montaña de las empinadas laderas rocosas.  

## Taxonomía
El género Thulinia fue descrito por el  botánico y explorador inglés Phillip James Cribb y publicado en Kew Bulletin 40: 401 en el año 1985.